# Willem Stoltz
Pas d'image ? Cliquez ici

a Compétitions nationales et continentales officielles uniquement.

Dernière mise à jour le 14 septembre 2018.
Willem Stoltz, né le 3 février 1975 à Johannesbourg (Afrique du Sud), est un joueur sud-africain de rugby à XV évoluant au poste de deuxième ligne (2,05 m pour 112 kg).

## Carrière

### En province (Currie Cup)
- 1997-99, 2002-2006 : Golden Lions/Lions (Afrique du Sud)
- 1999, 2000-01 North West/Leopards (Afrique du Sud)

### En franchise (Super 12 - Super 14)
- 2002-2003, 2006 : Cats (Afrique du Sud)
- 2004 : Stormers (Afrique du Sud)

### En club (Top 14)
- 2006-2008 : SU Agen ( France)
- 2008-09 : Petrarca Rugby Padoue